# オレクサンドル・ムラシュコ
オレクサンドル・ムラシュコ（Oleksandr Oleksandrovych Murashko、ウクライナ語:Олександр Олександрович Мурашко 、アレキサンドル・ムラシュコ、Alexander Murashko または Aleksandr Murashko とも、1875年9月7日 – 1919年6月14日）はウクライナの画家である。

## 略歴
キーウで婚外子として生まれ、祖母に育てられた。母親がチェルニーヒウのイコン画家と結婚し、チェルニーヒウに移り、1880年代の終わりに義理の父親がキーウの聖ヴォロディームィル大聖堂での仕事を得たので、家族とキーウに戻った。15歳になった時、義理の父親と対立し、実家をでた。絵画学校を営む父親の兄弟のニコライ・ムラシュコ(Nikolay Murashko)から支援を受けた。1894年からサンクトペテルブルクの帝国美術アカデミーでイリヤ・レーピンに学んだ。1901年から1903年の間、パリやミュンヘンで学び、ミュンヘンではアントン・アズベに学んだ。この頃から印象派のスタイルで描くようになった。
1904年にサンクトペテルブルクに戻った。ミュンヘンの国際展覧会に出展した作品が金賞を受賞し、ベルリンやウィーンの展覧会に招かれるようになった。1907年からキーウに戻った。

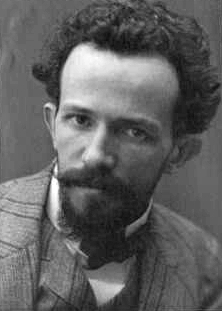
1909年

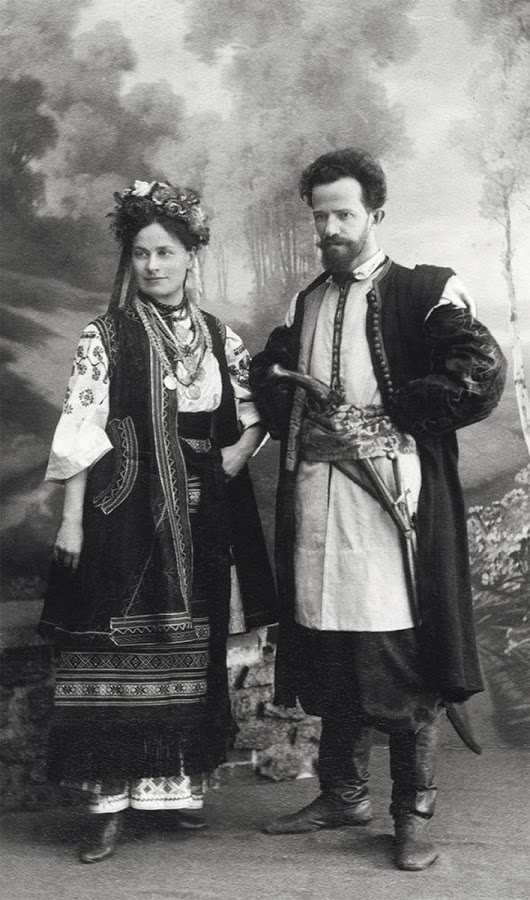
妻ムラシュコ・マルガリータ・アウグスティヴナと､結婚した頃の写真

1911年にミュンヘン分離派の展覧会に出展した。1913年にキーウにスタジオを開いた。

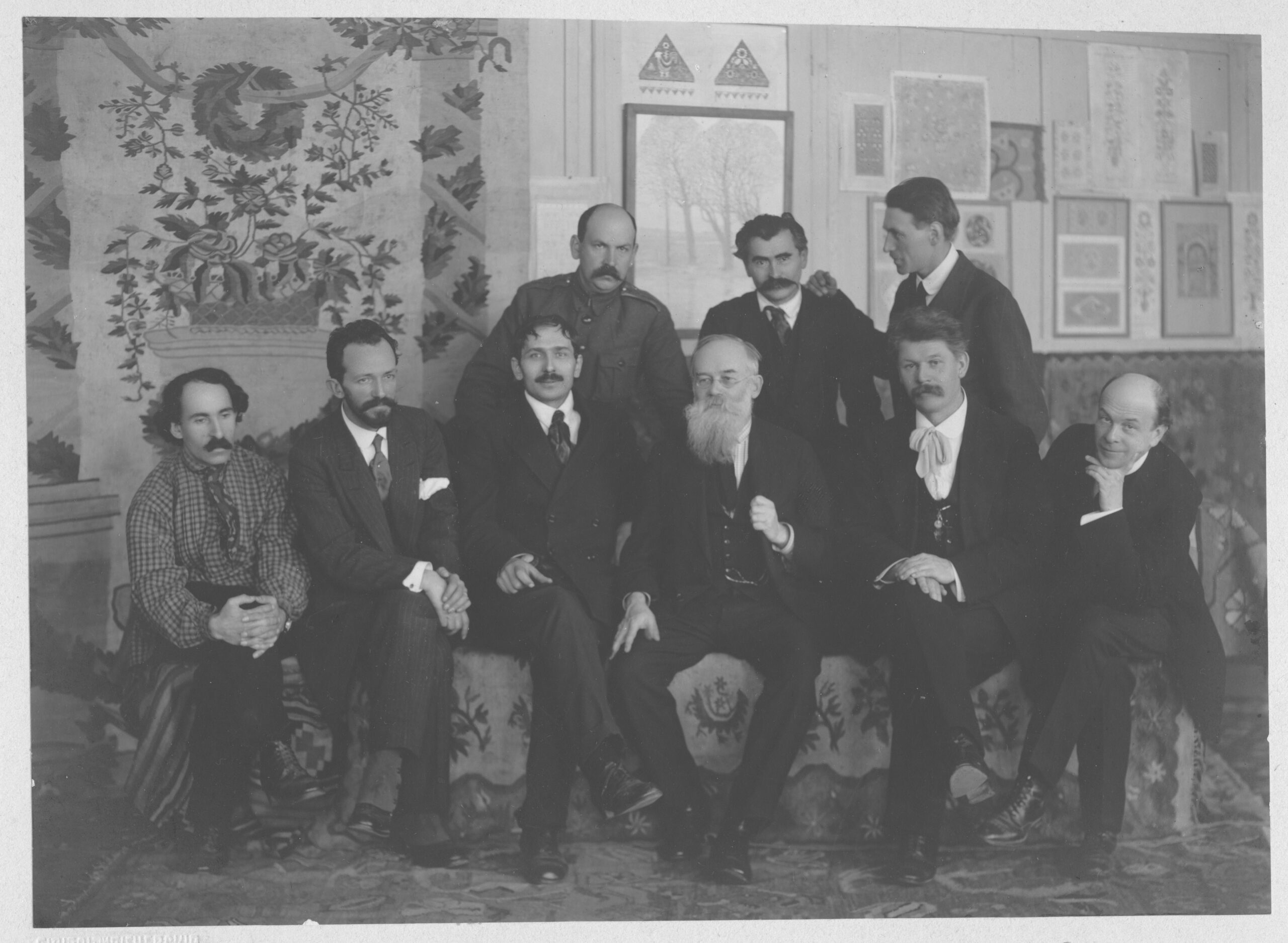
国立視覚芸術建築アカデミーの創設者達､左からヘオリイ・ナルブト､ヴァシル・クリチェフスキー､ミハイロ・ボイチュク､
アブラハム・A・マニエビッチ､オレクサンドル・ムラシュコ､
フェディル・クリチェヴスキー、ミハイロ・フルシェフスキー
(ウクライナ中央ラーダの議長)、イヴァン・ステシェンコ､ミコラ・ブラチェック

第一次世界大戦の後、ウクライナが独立すると1817年にキーウの美術アカデミーの設立メンバーの一人となり、1918年にウクライナ人民共和国の教育のための諮問委員会の委員となったが、1919年に悪化した治安のなかで強盗の被害に遭い殺害された。43歳であった。

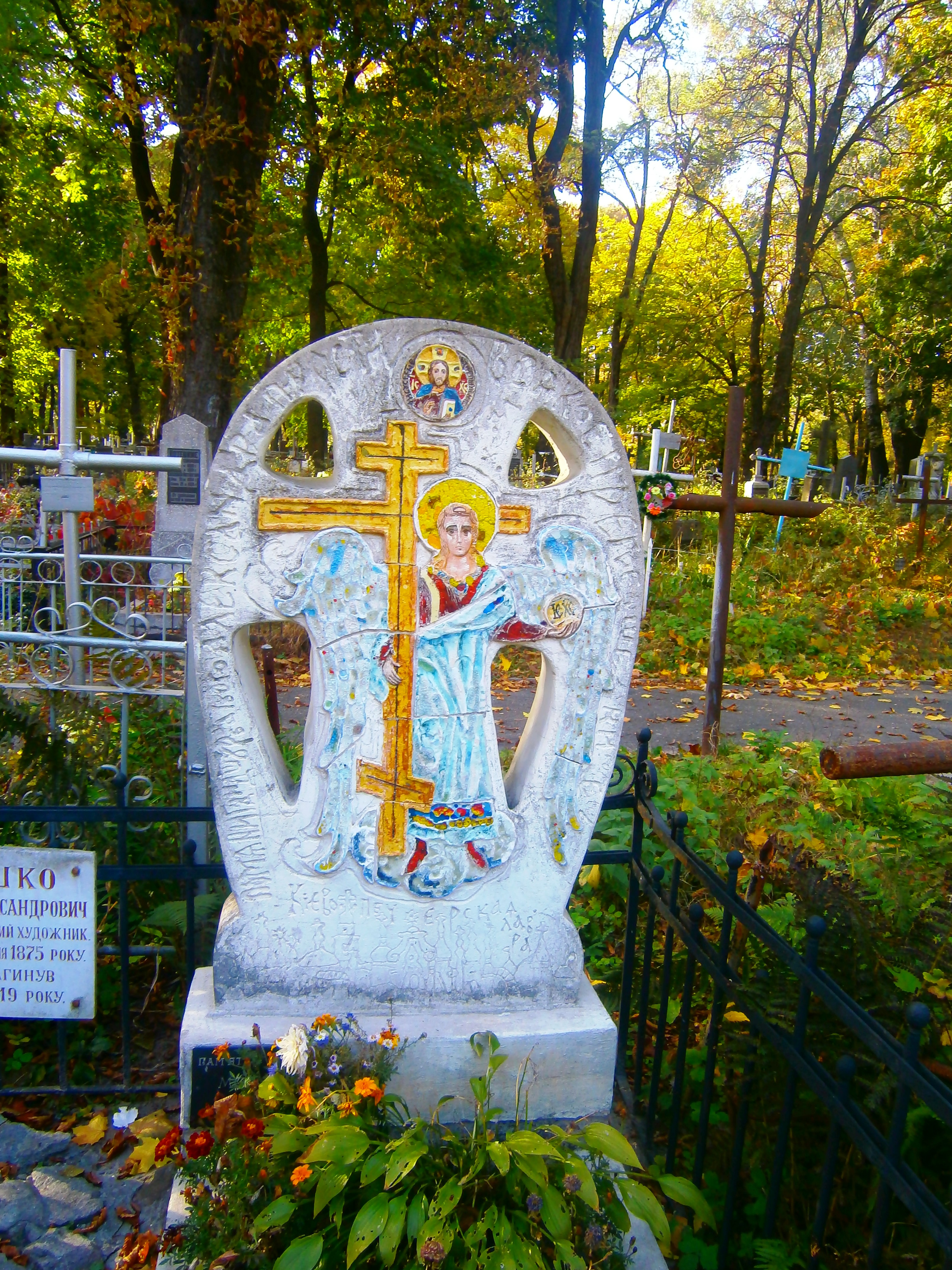
ルキャニフ国立歴史記念保護区 (ルキャニフ墓地)のオレクサンドル・ムラシュコの墓(制作ミコラ・ストロジェンコ)(画家)

## 作品

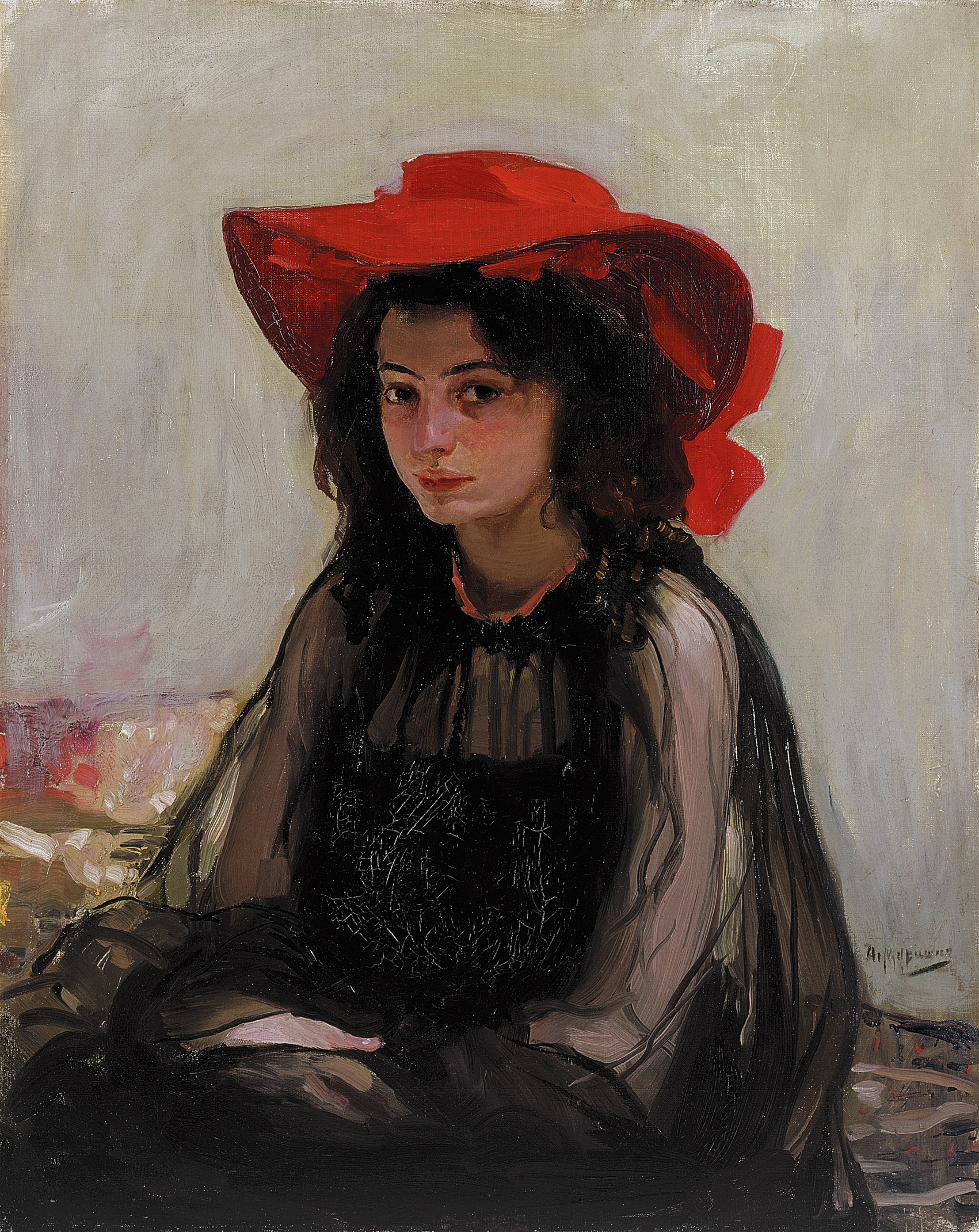
赤い帽子をかぶった少女 (1902/1903)
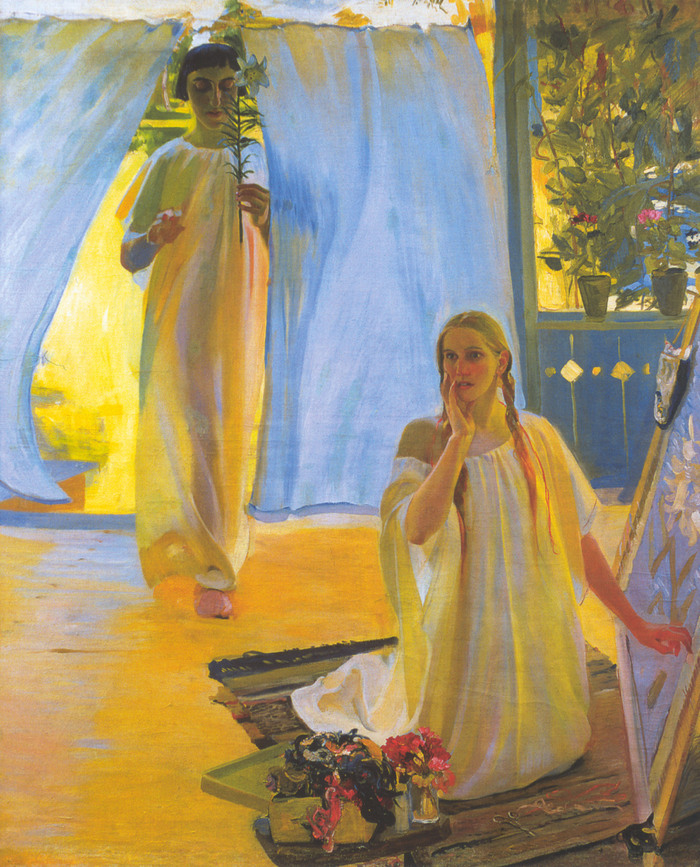
受胎告知 (1909)
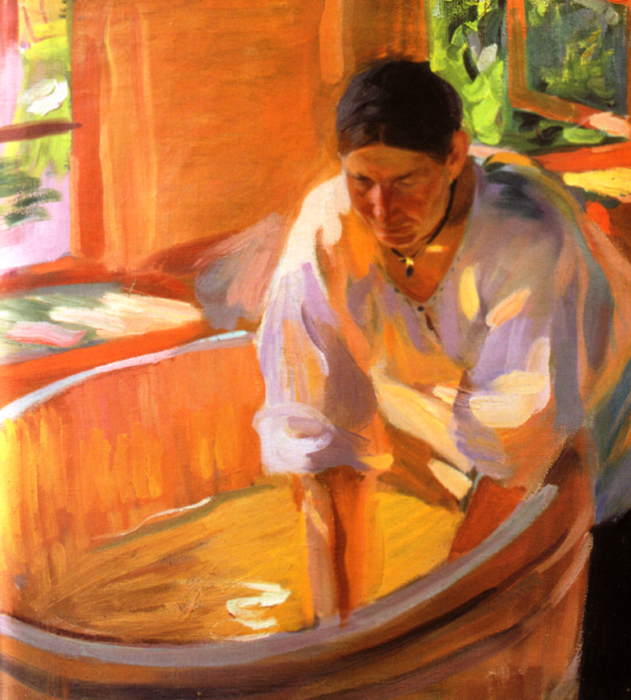
洗濯する女(1914)
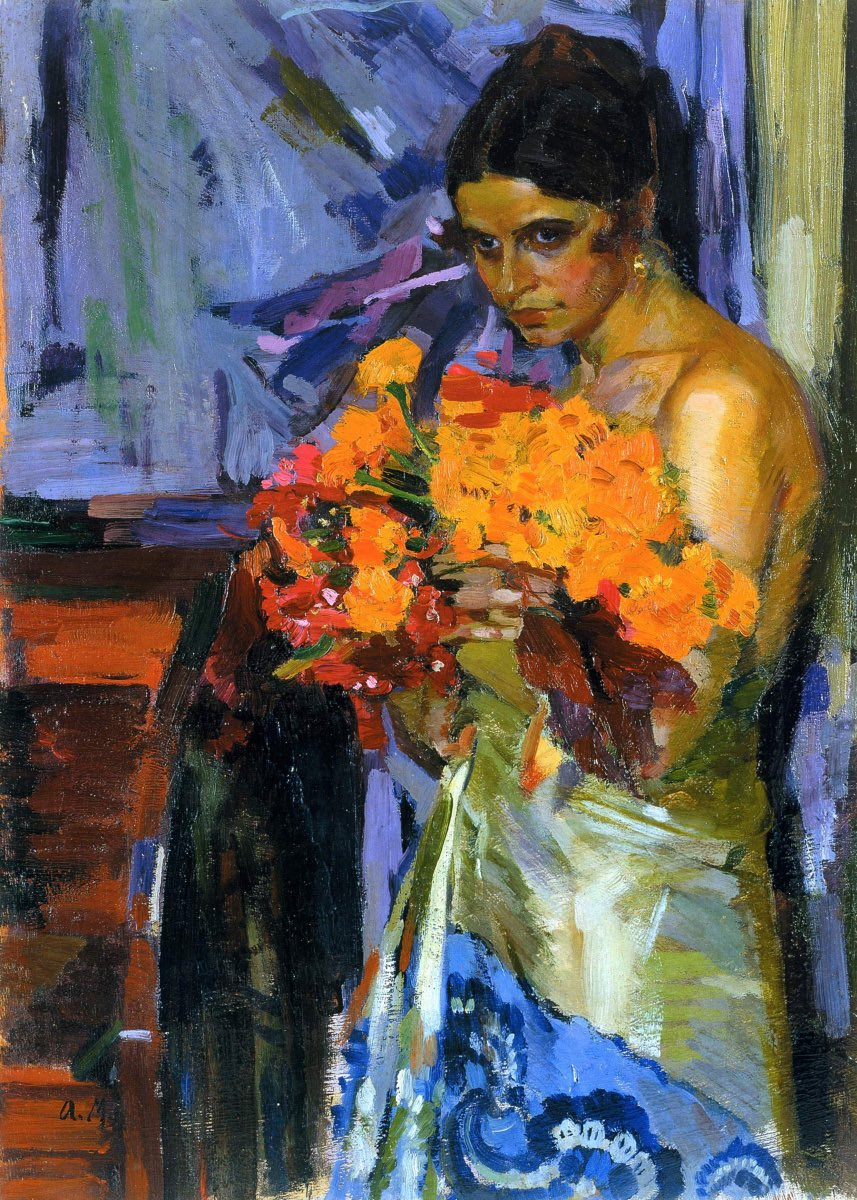
花を持つ女性 (1918)

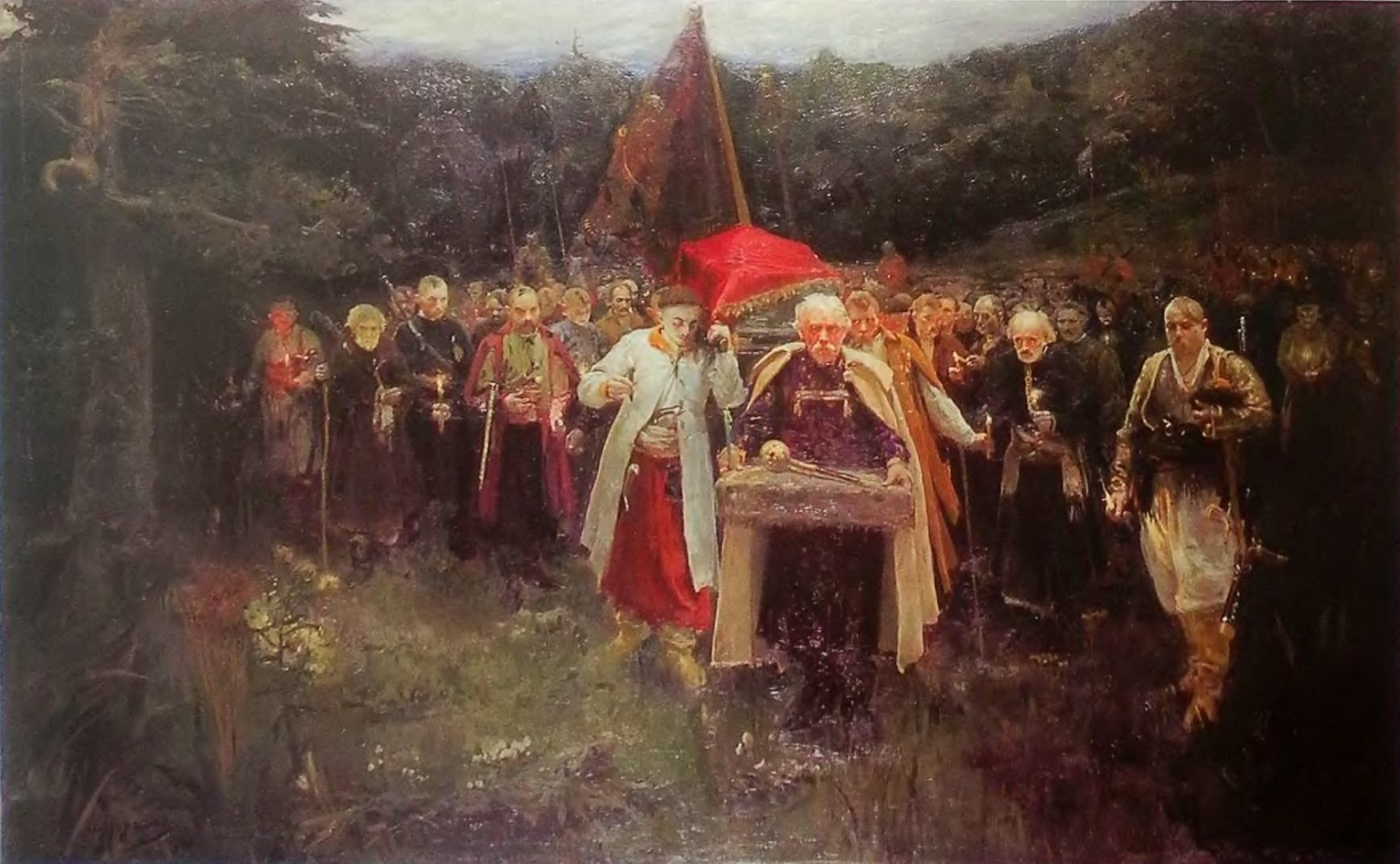
コサック軍の長官の葬列(1900)
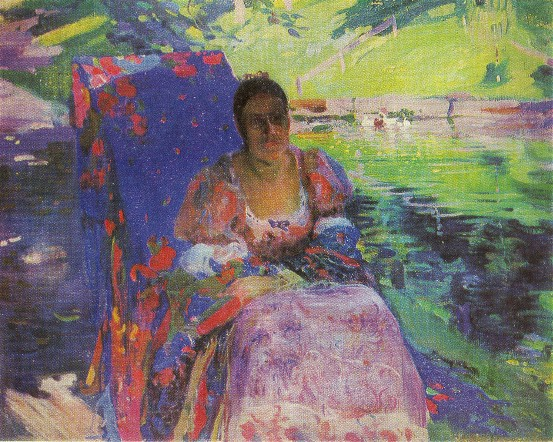
池のほとりで (1913)
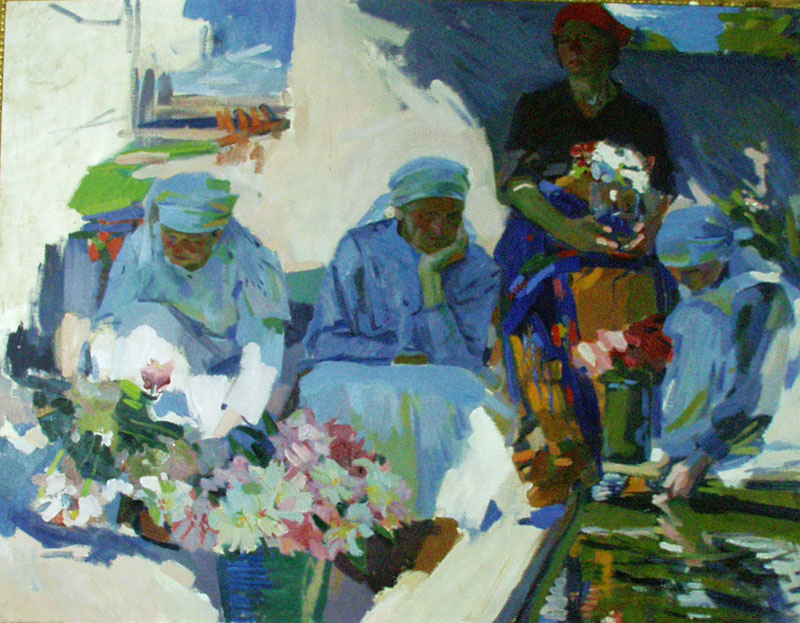
花屋 (1917)